# Liste de films français sortis en 2017
Listes de films français
- 2012
- 2013
- 2014
- 2015
- 2016
- 2017
- 2018
- 2019
- 2020

Cette page propose une liste non exhaustive de films français sortis en 2017.

## 2017
| Titre                                                         | Réalisateur(s)                     | Genre(s)            | Date de sortie Première sortie mondiale | Autre(s) nationalité(s) | Prix                                                                                                   |
| ------------------------------------------------------------- | ---------------------------------- | ------------------- | --------------------------------------- | ----------------------- | --- |
| Faut pas lui dire                                             | Solange Cicurel                    | Comédie             | 4 janvier 2017                          | Drapeau de la Belgique  | |
| Mes trésors                                                   | Pascal Bourdiaux                   | Comédie dramatique  | 4 janvier 2017                          |                         | |
| Primaire                                                      | Hélène Angel                       | Comédie dramatique  | 4 janvier 2017                          |                         | |
| Le Parc                                                       | Damien Manivel                     | Comédie dramatique  | 4 janvier 2017                          |                         | |
| Dalida                                                        | Lisa Azuelos                       | Film biographique   | 11 janvier 2017                         |                         | |
| Ouvert la nuit                                                | Édouard Baer                       | Comédie dramatique  | 11 janvier 2017                         |                         | |
| La Mécanique de l'ombre                                       | Thomas Kruithof                    | Thriller            | 11 janvier 2017                         | Drapeau de la Belgique  | |
| Un jour mon prince                                            | Flavia Coste                       | Comédie             | 11 janvier 2017                         | Drapeau du Québec       | |
| Le Divan de Staline                                           | Fanny Ardant                       | Drame historique    | 11 janvier 2017                         | Drapeau du Portugal     | |
| Jamais contente                                               | Émilie Deleuze                     | Comédie             | 11 janvier 2017                         |                         | |
| Un sac de billes                                              | Christian Duguay                   | Drame               | 18 janvier 2017                         |                         | |
| Il a déjà tes yeux                                            | Lucien Jean-Baptiste               | Comédie             | 18 janvier 2017                         |                         | |
| Fleur de tonnerre                                             | Stéphanie Pillonca-Kervern         | Drame               | 18 janvier 2017                         | Drapeau de la Belgique  | |
| Souvenir                                                      | Bavo Defurne                       | Drame               | 18 janvier 2017                         |                         | |
| L'Ascension                                                   | Ludovic Bernard                    | Comédie             | 25 janvier 2017                         |                         | |
| Compte tes blessures                                          | Morgan Simon                       | Comédie dramatique  | 25 janvier 2017                         |                         | |
| Notre révolution intérieure                                   | Alex Ferrini                       | film documentaire   | 25 janvier 2017                         |                         | USA Impact DOCS Award Prix d’Excellence 2016 - Jakarta Film Festival Prix International du Mérite 2016 |
| Raid dingue                                                   | Dany Boon                          | Comédie             | 1er février 2017                        |                         | |
| Alibi.com                                                     | Philippe Lacheau                   | Comédie             | 15 février 2017                         |                         | |
| Rock'n Roll                                                   | Guillaume Canet                    | Comédie             | 15 février 2017                         |                         | |
| Si j'étais un homme                                           | Audrey Dana                        | Comédie             | 22 février 2017                         |                         | |
| Patients                                                      | Grand Corps Malade                 | Comédie dramatique  | 1er mars 2017                           |                         | |
| Baby Phone                                                    | Olivier Casas                      | Comédie             | 8 mars 2017                             |                         | |
| De plus belle                                                 | Anne-Gaëlle Daval                  |                     | 8 mars 2017                             |                         | |
| La Confession                                                 | Nicolas Boukhrief                  | Drame               | 8 mars 2017                             |                         | |
| Monsieur et Madame Adelman                                    | Nicolas Bedos                      |                     | 8 mars 2017                             |                         | |
| Grave                                                         | Julia Ducournau                    | Drame, Horreur      | 15 mars 2017                            |                         | Prix Louis-Delluc du premier film                                                                      |
| Gangsterdam                                                   | Romain Levy                        | Comédie             | 29 mars 2017                            |                         | |
| Telle mère, telle fille                                       | Noémie Saglio                      | Comédie             | 29 mars 2017                            |                         | |
| La Finale                                                     | Robin Sykes                        | Comédie dramatique  | 21 mars 2017                            |                         | |
| À bras ouverts                                                | Philippe de Chauveron              | Comédie             | 5 avril 2017                            |                         | |
| Boule et Bill 2                                               | Pascal Bourdiaux                   | Comédie             | 12 avril 2017                           |                         | |
| C'est beau la vie quand on y pense                            | Gérard Jugnot                      | Comédie             | 12 avril 2017                           |                         | |
| Un profil pour deux                                           | Stéphane Robelin                   | Comédie             | 12 avril 2017                           |                         | |
| Sous le même toit                                             | Dominique Farrugia                 | Comédie             | 12 avril 2017                           |                         | |
| Nostos                                                        | Sandrine Dumas                     | Documentaire        | 19 avril 2017                           |                         | |
| Django                                                        | Étienne Comar                      | Biopic              | 26 avril 2017                           |                         | |
| Problemos                                                     | Éric Judor                         | Comédie             | 10 mai 2017                             |                         | |
| Rodin                                                         | Jacques Doillon                    | Biopic              | 24 mai 2017                             |                         | |
| L'Amant double                                                | François Ozon                      | Thriller            | 26 mai 2017                             |                         | |
| Comment j'ai rencontré mon père                               | Maxime Motte                       | Comédie             | 7 juin 2017                             |                         | |
| Nos patriotes                                                 | Gabriel Le Bomin                   | Historique          | 7 juin 2017                             |                         | |
| Ce qui nous lie                                               | Cédric Klapisch                    | Comédie dramatique  | 14 juin 2017                            |                         | |
| Bad Buzz                                                      | Stéphane Kazandjian                | Comédie             | 21 juin 2017                            |                         | |
| K.O.                                                          | Fabrice Gobert                     | Thriller dramatique | 21 juin 2017                            |                         | |
| Le Manoir                                                     | Tony Datis                         | Comédie horrifique  | 21 juin 2017                            |                         | |
| Le Grand Méchant Renard et autres contes...                   | Benjamin Renner et Patrick Imbert  | dessin animé        | 21 juin 2017                            |                         | 1 César                                                                                                |
| Grand Froid                                                   | Gérard Pautonnier                  | Comédie             | 28 juin 2017                            |                         | |
| Mon poussin                                                   | Frédéric Forestier                 | Comédie             | 28 juin 2017                            |                         | |
| Les Hommes du feu                                             | Pierre Jolivet                     | Drame               | 5 juillet 2017                          |                         | |
| Mission Pays basque                                           | Ludovic Bernard                    | Comédie             | 12 juillet 2017                         |                         | |
| La Colle                                                      | Alexandre Castagnetti              | Comédie             | 19 juillet 2017                         |                         | |
| Sales gosses                                                  | Frédéric Quiring                   | Comédie             | 19 juillet 2017                         |                         | |
| Valérian et la Cité des mille planètes                        | Luc Besson                         | Science-fiction     | 26 juillet 2017                         |                         | |
| Lola Pater                                                    | Nadir Moknèche                     | Comédie dramatique  | 9 août 2017                             | Drapeau de la Belgique  | |
| Rattrapage                                                    | Tristan Séguéla                    | Comédie             | 9 août 2017                             |                         | |
| Une vie violente                                              | Thierry de Peretti                 | Thriller            | 9 août 2017                             |                         | |
| 120 battements par minute                                     | Robin Campillo                     | Drame               | 23 août 2017                            |                         | 6 Césars, prix Méliès                                                                                  |
| Bonne Pomme                                                   | Florence Quentin                   | Comédie             | 30 août 2017                            |                         | |
| Le Prix du succès                                             | Teddy Lussi-Modeste                | Drame               | 30 août 2017                            |                         | |
| Petit Paysan                                                  | Hubert Charuel                     | Drame               | 30 août 2017                            |                         | 3 Césars                                                                                               |
| Barbara                                                       | Mathieu Amalric                    | Biopic              | 6 septembre 2017                        |                         | 2 Césars, Prix Louis-Delluc, Prix Jean-Vigo                                                            |
| Jeannette, l'enfance de Jeanne d'Arc                          | Bruno Dumont                       |                     | 6 septembre 2017                        |                         | |
| Le Redoutable                                                 | Michel Hazanavicius                | Biopic              | 13 septembre 2017                       |                         | |
| Gauguin : Voyage de Tahiti                                    | Edouard Deluc                      | Biopic              | 20 septembre 2017                       |                         | |
| L'Un dans l'autre                                             | Bruno Chiche                       | Comédie             | 20 septembre 2017                       | Drapeau de la Belgique  | |
| Le Petit Spirou                                               | Nicolas Bary                       | Comédie             | 27 septembre 2017                       |                         | |
| Un beau soleil intérieur                                      | Claire Denis                       |                     | 27 septembre 2017                       |                         | |
| Le Sens de la fête                                            | Olivier Nakache Éric Toledano      | Comédie             | 4 octobre 2017                          |                         | |
| L'Atelier                                                     | Laurent Cantet                     | Drame               | 11 octobre 2017                         |                         | |
| Coexister                                                     | Fabrice Éboué                      | Comédie             | 11 octobre 2017                         |                         | |
| L'école buissonnière                                          | Nicolas Vanier                     | Comédie dramatique  | 11 octobre 2017                         |                         | |
| Numéro une                                                    | Tonie Marshall                     | Drame               | 11 octobre 2017                         |                         | |
| Knock                                                         | Lorraine Lévy                      | Comédie             | 18 octobre 2017                         |                         | |
| Au revoir là-haut                                             | Albert Dupontel                    | Drame               | 25 octobre 2017                         |                         | 5 Césars                                                                                               |
| Épouse-moi mon pote                                           | Tarek Boudali                      | Comédie             | 25 octobre 2017                         |                         | |
| D'après une histoire vraie                                    | Roman Polanski                     | Thriller            | 1er novembre 2017                       | Drapeau de la Belgique  | |
| Daddy Cool                                                    | Maxime Govare                      | Comédie             | 1er novembre 2017                       |                         | |
| Jalouse                                                       | David Foenkinos Stéphane Foenkinos | Comédie             | 8 novembre 2017                         |                         | |
| Les Sentinelles                                               | Pierre Pézerat                     | Documentaire        | 8 novembre 2017                         |                         | |
| Tout nous sépare                                              | Thierry Klifa                      | Thriller            | 8 novembre 2017                         |                         | |
| Derrière les fronts : Résistances et résiliences en Palestine | Alexandra Dols                     | Documentaire        | 8 novembre 2017                         |                         | |
| Maryline                                                      | Guillaume Gallienne                | Drame               | 15 novembre 2017                        | Drapeau de la Belgique  | |
| Le Brio                                                       | Yvan Attal                         | Comédie dramatique  | 22 novembre 2017                        |                         | 1 César                                                                                                |
| Madame                                                        | Amanda Sthers                      | Comédie dramatique  | 22 novembre 2017                        |                         | |
| Marvin ou la Belle Éducation                                  | Anne Fontaine                      | Drame               | 22 novembre 2017                        |                         | |
| Plonger                                                       | Mélanie Laurent                    | Drame               | 29 novembre 2017                        |                         | |
| Santa et Cie                                                  | Alain Chabat                       | Comédie             | 6 décembre 2017                         |                         | |
| Stars 80, la suite                                            | Thomas Langmann                    | Comédie             | 6 décembre 2017                         |                         | |
| La Deuxième Étoile                                            | Lucien Jean-Baptiste               | Comédie             | 13 décembre 2017                        |                         | |
| La Promesse de l'aube                                         | Éric Barbier                       | Drame               | 20 décembre 2017                        |                         | |
| L'Échange des princesses                                      | Marc Dugain                        | Drame               | 27 décembre 2017                        |                         | |